# Regnbuesvingel
Regnbuesvingel (Festuca amethystina), også skrevet Regnbue-Svingel, er en vintergrøn staude med en tueformet vækst. Bladene er trådformede med fuldstændigt indrullede bladrande. Farven er mest blågrøn, men der findes både kobberrøde og violette varianter (heraf navnet).

## Beskrivelse
Bladene er oprette til svagt overhængende, hvilket kan gøre tuen lidt åben i midten. Blomsterskuddene er betydeligt højere end bladtuen, og de bærer nikkende, blåviolette toppe af græs-”blomster”. Efter modningen af frøene gulner stråene. Frøene spirer villigt.
Rodnettet består af et tæt filt af trævlerødder, hvorfra der dannes vandrette udløbere, som senere danner nye tuer.
Højde x bredde og årlig tilvækst: 0,50 x 0,50 m (50 x 50 cm/år), men blomsterstænglerne er betydeligt højere.

## Hjemsted
Regnbuesvingel er udbredt i Lilleasien, Kaukasus, Syd-, Central- og Østeuropa, hvor den vokser i lyse fyrreskove og på solåbne og tørre bjergskråninger og stepper med kalkrig bund. 
På Doutnáč-højderne i Karlštejn naturreservatet i Tjekkiet vokser arten på karst sammen med bl.a. svalerod, bjergkrognål, bleg kongelys, blågrøn snerre, bredbladet timian, cypresvortemælk, grenet edderkopurt, Helianthemum grandiflorum (en Soløje-art), hvid diktam, jordstar, markbynke, opret galtetand, Potentilla arenaria (en potentil-art), spinkel kambunke, vellugtende skabiose og ædelkortlæbe

## Anvendelse
Regnbuesvingel er en populær haveplante, der kan bruges på steder i fuld sol, hvor jorden er tilstrækkeligt veldrænet, porøs og kalkholdig (f.eks. i et Steppebed eller et Stenbed).
| Portal | Portal:Botanik |

## Note
1. ↑  www.prahaastrednicechy.ochranaprirody.cz: Jarmila Kubíková: Hill Doutnáč in National Nature Reserve Karlštejn (engelsk)